# Angus Ogilvy

Wapen van Angus Ogilvy

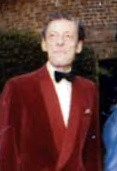
Angus Ogilvy (1981)

Sir Angus James Bruce Ogilvy (Londen, 14 september 1928 – aldaar, 26 december 2004) was getrouwd met de Britse prinses Alexandra van Kent, een nicht van koningin Elizabeth. Hij was de zoon van David Ogilvy, graaf van Airlie, en diens echtgenote, Lady Alexandra Ogilvy.

## Huwelijk en gezin
Hij trouwde op 24 april 1963 in Westminster Abbey, Londen, met prinses Alexandra van Kent. Zij was de dochter van prins George, hertog van Kent en prinses Marina van Griekenland en Denemarken en via haar vader was ze een kleindochter van koning George V. Het huwelijk werd bijgewoond door alle leden van de koninklijke familie en werd wereldwijd door tweehonderd miljoen mensen op tv gevolgd. De koningin had Sir Angus op zijn huwelijk een graafschap aangeboden, maar dat aanbod sloeg hij af; hij leefde liever als burger. Hierdoor kregen zijn kinderen geen titels. Ook een appartement in een van de koninklijke paleizen sloeg hij af. In plaats daarvan huurde hij Thatched House Lodge in Richmond upon Thames (Brits Kroondomein) voor hem en zijn vrouw, alwaar Alexandra nog steeds woont. Prinses Alexandra behield wel haar appartement in het St. James's Palace. 
Alexandra en Angus kregen twee kinderen:
- James (29 februari 1964)
- Marina (31 juli 1966)

Marina zorgde in 1989 voor een groot schandaal toen ze zwanger raakte van haar vriend Paul Mowatt, een freelance fotograaf, en tevens in het Britse blad "Today" haar familie bekritiseerde. Marina en Paul trouwden een jaar later. Naast Alexandra en Angus waren er geen leden van de koninklijke familie aanwezig. Later scheidde het paar weer.

## Opleiding en carrière
Sir Angus kreeg les aan de Heatherdown School in Ascot en later aan het Eton College. Tussen 1946 en 1948 diende hij in het leger, waarin hij de rang van officier kreeg. In 1947 trad hij toe tot Trinity College, Oxford, waar hij drie jaar later afstudeerde. Hierna ging hij werken in verschillende bedrijven en was hij een succesvol zakenman. Het laatste bedrijf waar hij voor werkte, was Lonrho. Er kwam een eind aan zijn carrière, toen dat bedrijf betrokken raakte in een groot schandaal, waarover de toenmalige premier, Edward Heath, zich negatief uitsprak. Sir Angus nam vervolgens ontslag.
Hierna deed Sir Angus veel voor liefdadigheidsinstellingen en stond hij ook aan het hoofd van vele goede doelen. Ook steunde hij zijn vrouw in haar koninklijke verplichtingen, waarvoor ze soms naar het buitenland moest reizen.
Sir Angus stierf op 26 december 2004 aan keelkanker. Zijn begrafenis was op 5 januari 2005 in St. George's Chapel van Windsor Castle. Hij werd begraven op Frogmore Burial Ground, de koninklijke begraafplaats op het terrein van Windsor Castle.